# Milocera divorsa
Milocera divorsa là một loài bướm đêm trong họ Geometridae.